# Rundetårn

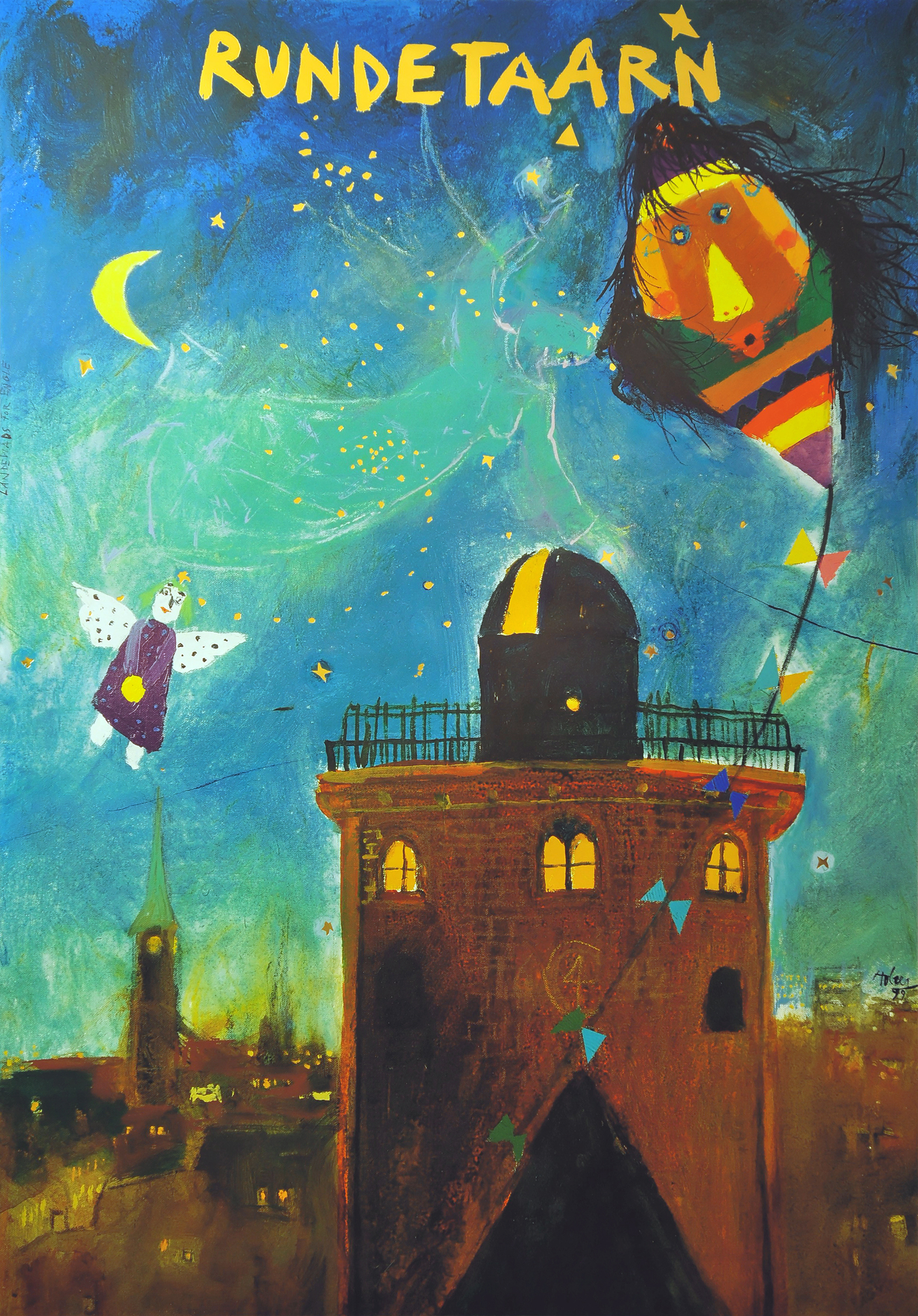
Adi Holzer: Rundetårn 1999.

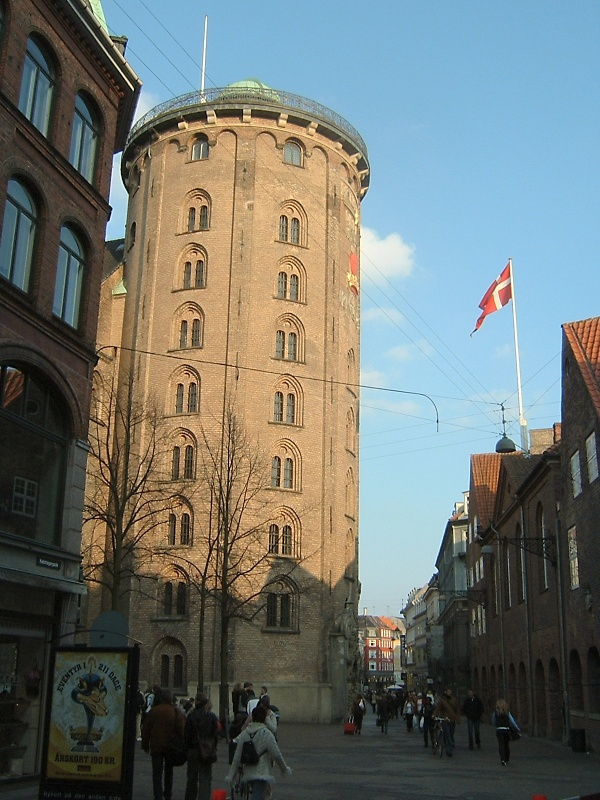
Rundetårn sett från gatan.

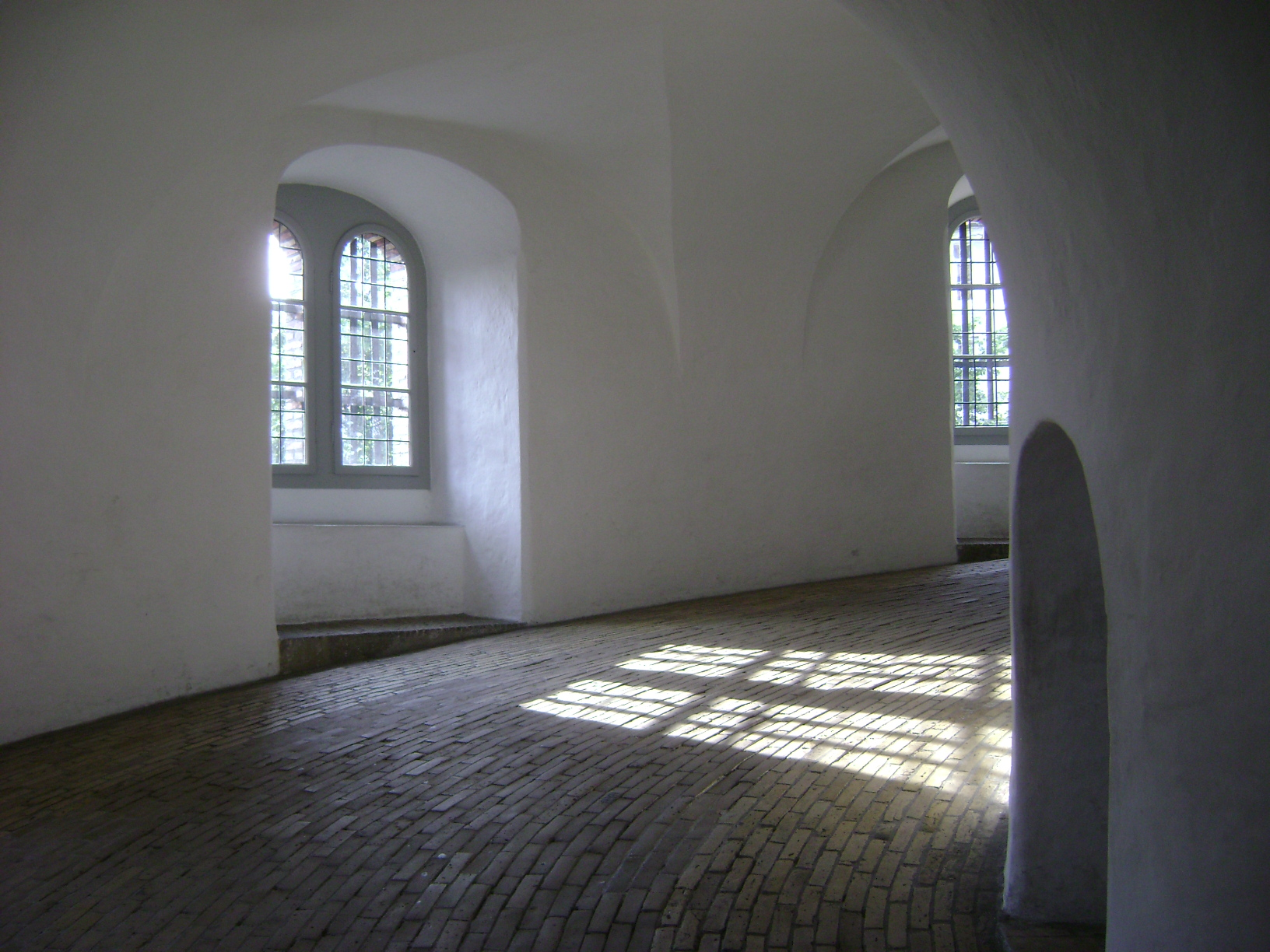
Tornets spiralgång.

Rundetårn (äldre stavning: Runde Taarn), ”Runda tornet”, är ett torn byggt på 1600-talet i Köpenhamn i Danmark. Tornet är en del av Trinitatisanläggningen, som byggdes för att ge tidens elever och studenter ett astronomiskt observatorium, ett universitetsbibliotek och en studentkyrka, Trinitatis kirke (Treenighetskyrkan).
Rundetårn är en av Köpenhamns mest välkända byggnader och byggdes på uppdrag av Kristian IV och ritades av arkitekt Hans van Steenwinckel den yngre. Grundstenen lades 7 juli 1637 och tornet blev färdigt 1642. Trinitatis kirke blev inte klar förrän 1656, och biblioteket inte förrän 1657.
Tornet är 36 meter högt och 15 meter i genomskärning. Det har inga trappor, utan är istället försett med en stenlagd sluttande 5,6 meter bred spiralformig bana som leder upp till observationsplattformen på taket. Peter den store red 1716 upp till tornets topp, och hans gemål Katarina åkte samma väg med fyra hästar.

## Övrigt
Rundetårn nämns i H.C. Andersens saga Elddonet. En hund i sagan påstås ha ögon som är lika stora som Rundetårn.